# Earls Barton
Earls Barton es un pueblo y una parroquia civil del distrito de Wellingborough, en el condado de Northamptonshire (Inglaterra).

## Demografía
Según el censo de 2001, Earls Barton tenía 5353 habitantes (2605 varones y 2748 mujeres). 1045 (19,52%) de ellos eran menores de 16 años, 3906 (72,97%) tenían entre 16 y 74, y 402 (7,51%) eran mayores de 74. La media de edad era de 39,41 años. De los 4308 habitantes de 16 o más años, 1018 (23,63%) estaban solteros, 2655 (61,63%) casados, y 635 (14,74%) divorciados o viudos. 2890 habitantes eran económicamente activos, 2827 de ellos (97,82%) empleados y otros 63 (2,18%) desempleados. Había 26 hogares sin ocupar, 2215 con residentes y 5 eran alojamientos vacacionales o segundas residencias.
| 725                         | 842 | 976 | 977 | 1079 | 1277 | - | - | 2337 | 2602 | 2914 | 2556 | 2574 | 2578 | - | 2615 | 2699 |
| (Fuente: Vision of Britain) |     |     |     |      |      |   |   |      |      |      |      |      |      |   |      |      |